# Métropole orthodoxe roumaine d'Europe occidentale et méridionale
 (juin 2019).
Si vous disposez d'ouvrages ou d'articles de référence ou si vous connaissez des sites web de qualité traitant du thème abordé ici, merci de compléter l'article en donnant les références utiles à sa vérifiabilité et en les liant à la section « Notes et références ».
Pour les articles homonymes, voir Métropole orthodoxe roumaine.
La métropole orthodoxe roumaine d'Europe occidentale et méridionale (MOREOM) est une juridiction de l'Église orthodoxe roumaine dont le siège est à Paris.
La métropole est actuellement dirigée par monseigneur Joseph (Pop), archevêque et métropolite. Il est membre du Saint Synode de l'Église orthodoxe roumaine et de l'Assemblée des évêques orthodoxes de France. Les autres évêques sont Mgr Silouane (Span) pour l'Italie, Mgr Timothée (Lauran) pour l'Espagne et le Portugal, Mgr Marc (Alric), évêque auxiliaire.

## Histoire
La MOREOM est créée en 2001 au moment du retour de l'archevêché d'Europe occidentale et méridonale sous la juridiction du patriarcat de Bucarest. Cette création résulte d'un processus très long qui remonte au début des années 1990. Après la chute du communisme, la communauté orthodoxe de France prend conscience de la nécessité d'un changement radical de son organisation. C'est à cette époque que le développement territorial de ce diocèse en construction prend une nouvelle dimension, après des décennies de conflits entre la communauté  orthodoxe roumaine de Paris et le patriarcat de Bucarest allié au régime communiste. En effet, depuis 1949, la communauté orthodoxe roumaine de France a rompu les liens qui l'unissaient au patriarcat de Bucarest. Le pouvoir communiste et l'Eglise orthodoxe de Roumanie cherchent, durant des années en vain, à reprendre la main sur une communauté  orthodoxe dissidente, de fait sur l'église de la rue de Jean de Beauvais, centre d'une résistance anti-communiste. Cette communauté trouve refuge auprès du Synode russe en 1954 et passe ainsi sous sa juridiction. En 1972, le régime de Ceausescu décide de créer une nouvelle éparchie en intégrant une Eglise orthodoxe française non canonique : l'ECOF (Eglise Catholique Orthodoxe de France) toujours dans le but de faire revenir ces Roumains de France (essentiellement de Paris) dans le giron de Bucarest. Ce geste est rejeté par une bonne part des orthodoxes de Paris. Nombreuses sont les affaires qui vont émailler l'existence de ce groupe religieux en France. Le centre névralgique de cette résistance à l'Etat roumain et au patriarcat de Bucarest sera l'actuelle cathédrale des Saints-Archanges située au 9 bis rue de Jean Beauvais à Paris qui deviendra la cathédrale métropolitaine dans les années 2000.
La MOREOM qui inclut un archevêché d'Europe occidentale, un évêché d'Italie et un évêché d'Espagne et du Portugal répond à la nécessité d'une réforme majeure des structures de l'Eglise orthodoxe de Roumanie en Europe occidentale.
En effet, l'Eglise orthodoxe roumaine doit répondre à de nouveaux enjeux dont le principal est une immigration massive de Roumains et Moldaves en Europe occidentale, principalement en Italie, en Espagne ou encore en France depuis les années 1990 et surtout depuis le début des années 2000.

## En France
La Métropole orthodoxe roumaine d'Europe occidentale et méridionale a une paroisse à Nancy, installée dans la chapelle de l'ancien hôpital Fournier Maringer et une autre à Rennes, située chapelle Sainte-Anne (1924 par l’agence Derrouch et Rual, 48° 06′ 29,25″ N, 1° 42′ 03,13″ O,), affectée à l'Église orthodoxe roumaine depuis juin 2014